# Stenocereus gummosus
Stenocereus gummosus ist eine Pflanzenart aus der Gattung Stenocereus in der Familie der Kakteengewächse. Das Artepitheton gummosus stammt aus dem Lateinischen, bedeutet ‚voller Gummi‘ und verweist auf die Triebe der Art. Spanische Trivialnamen sind „Pitahaya Agria“ und „Pitayo Agrio“.

## Beschreibung
Stenocereus gummosus ist ein wucherndes, strauchartiges Gewächs mit wenig verzweigten Stämmen. Die Pflanze erreicht eine Höhe von bis zu etwa drei Metern, längere Stämme beugen sich aufgrund ihres Gewichtes. Erreichen gebeugte Stämme erneut den Boden, schlägt der Kaktus erneut Wurzeln, kann neue Zweige ausbilden.
Stenocereus gummosus wächst äußerst langsam und ist sehr langlebig: Ein Vergleich von Fotomaterialien aus den Jahren 1905 und 1996 zeigte kaum merkbare Größenänderungen der Pflanzen. Der Kaktus ist gering frosttolerant.
Die Blüten des Stenocereus gummosus sind weiß bis pink oder violett, bis 20 cm lang mit einem Durchmesser von bis zu 8 cm, seine Früchte haben die Form kleiner Orangen in hellroter Farbe. Die Hauptblütezeit ist der Sommer, jedoch kommt es auch zu anderen Jahreszeiten nach Regenfällen zum Blütentrieb. Die braunen Samen erreichen eine Länge von 2,5 mm.

## Verwendung
Die Früchte sind süß und gelten als eine der wohlschmeckendsten allen Kakteengewächse. Die Früchte haben eine lange Saison, wachsen jedoch nur spärlich, weswegen eine kommerzielle Nutzung nicht rentabel ist. Der Saft von Stenocereus gummosus ist giftig und wurde den Seri zum Fischen verwendet.

## Verbreitung, Systematik und Gefährdung
Stenocereus gummosus ist auf der Halbinsel Niederkalifornien weit verbreitet, kommt jedoch in höheren Lagen und im trockenen Nordosten nicht vor. Weitere Vorkommen finden sich auf vorgelagerten Inseln und im Küstenbereich der Sonora-Wüste.
Die Erstbeschreibung als Cereus gummosus erfolgte 1889 durch Townshend Stith Brandegee. Arthur Charles Gibson und Karl E. Horak stellten die Art 1979 in die Gattung Stenocereus. Weitere nomenklatorische Synonyme sind Lemaireocereus gummosus (Engelm. ex Brandegee) Britton & Rose (1909), Machaerocereus gummosus (Engelm. ex Brandegee) Britton & Rose (1920) und Rathbunia gummosa (Engelm. ex Brandegee) P.V.Heath (1992).
In der Roten Liste gefährdeter Arten der IUCN wird die Art als „Least Concern (LC)“, d. h. als nicht gefährdet geführt.